# Алексеевка (Знаменский район)
Алексеевка — деревня в Знаменском районе Тамбовской области России. Входит в состав Покрово-Марфинского сельсовета.

## География
Деревня находится в центральной части Тамбовской области, в лесостепной зоне, к востоку от автодороги Р193, на расстоянии примерно 20 километров (по прямой) к западу от Знаменки, административного центра района. Абсолютная высота — 167 метров над уровнем моря.

### Климат
Климат характеризуется как умеренно континентальный, относительно сухой, с тёплым летом и холодной продолжительной зимой. Среднегодовое количество осадков составляет около 550 мм, из которых большая часть выпадает в тёплый период. Снежный покров устанавливается в середине декабря и держится в течение 138 дней.

### Часовой пояс
Деревня Алексеевка, как и вся Тамбовская область, находится в часовой зоне МСК (московское время). Смещение применяемого времени относительно UTC составляет +3:00.

## История
Алексеевка впервые упоминается в документах ревизии 1834 года как «сельцо Сявинские верхи, Алексеевка тож». Была населена крепостными, которых было 223 человека. Алексеевка была основана до 1817 года, поскольку имеется пометка в переписной книге, что помещиком Голосницким в том году были проданы 18 мужиков из этого села коллежской асессорше госпоже Ежиковой. 
До 2008 года деревня Алексеевка являлась центром упразднённого затем Алексеевского сельского совета.

## Население
| 2010 |
| ---- |
| 369  |

### Половой состав
По данным Всероссийской переписи населения 2010 года в гендерной структуре населения мужчины составляли 46,3 %, женщины — соответственно 53,7 %.

### Национальный состав
Согласно результатам переписи 2002 года, в национальной структуре населения русские составляли 92 % из 392 чел.